# Masdevallia eburnea
Masdevallia eburnea är en orkidéart som beskrevs av Carlyle August Luer och Maduro. Masdevallia eburnea ingår i släktet Masdevallia och familjen orkidéer.
Artens utbredningsområde är Panamá. Inga underarter finns listade i Catalogue of Life.